# Manuel Alonso Moyano
Manuel Alonso Moyano (Sevilla, 1883-Madrid, 1949), conocido por su firma Manolo, fue un dibujante, caricaturista y cartelista español.

## Biografía
Nacido el 15 de junio de 1883 en Sevilla, colaboró con publicaciones periódicas como Don Cecilio y Cecilito. Alonso Moyano, que también fue cartelista taurino, trabajó como redactor del periódico republicano El País. Políticamente estuvo relacionado con el partido reformista, del que fue miembro. Falleció el 22 de julio de 1949 en Madrid.